# Carloman I
Carloman I (în germană Karlmann I; n. 751 d.Hr., Soissons, Hauts-de-France, Franța – d. 8 decembrie 771 d.Hr., Samoussy, Hauts-de-France, Franța), aparținând Dinastiei Carolingiene, a fost rege al francilor între anii 768 și 771.

## Biografie

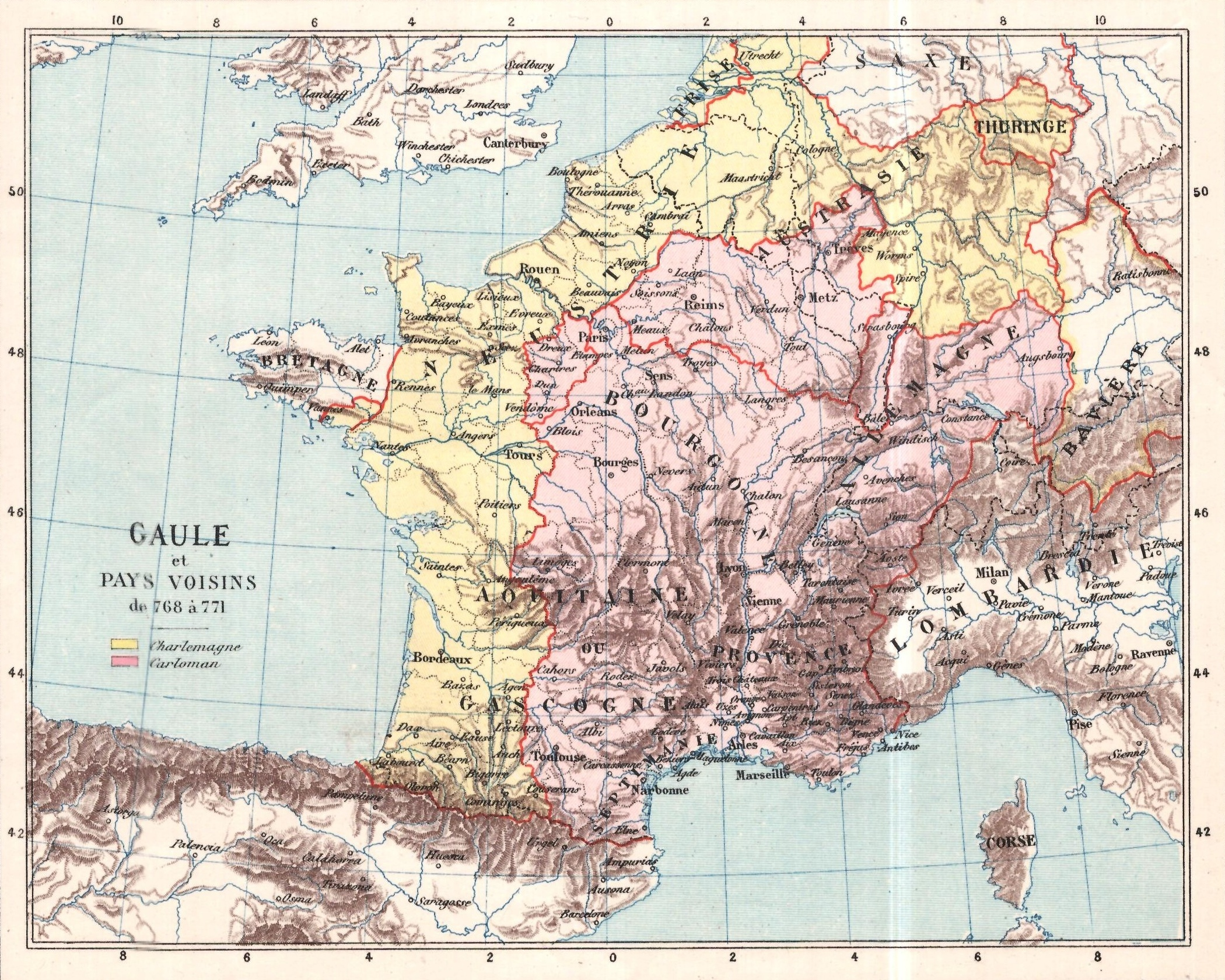
Imperiul lui Carloman I (culoarea roz, conform istoricului Auguste Longnon)

Carloman a fost fiul regelui Pepin cel Scurt și al soției sale, Bertrada de Laon. De asemenea, a fost fratele mai mic al regelui francilor, Carol cel Mare. 
Carloman a fost uns rege în anul 754 de papa Ștefan al II-lea în Abația Saint-Denis împreună cu tatăl său, Pepin cel Scurt, și cu fratele său, Carol. 
După moartea tatălui, în timp ce fratele său Carol a fost încoronat rege al francilor la Noyon la 9 octombrie 768, el a fost uns în aceeași zi la Soissons, care a devenit capitala regatului său.
Împărțirea regatului între Carloman și Carol cel Mare, relatată totuși foarte diferit de istorici, după dorința lui Pepin, a fost pusă sub semnul întrebării la o adunare a marilor feudali ale regatului:
- Carol cel Mare a primit fosta porțiune a tatălui său: Neustria, Burgundia și Aquitania;
- Carloman a primit ceea ce fusese dat unchiului său Carloman (fratele lui Pepin) și anume Austrasia, Alemania, Turingia și țările tributare.[9]

Carloman și Carol au fost aparent rivali încă de la început între ei existând întotdeauna anumite tensiuni. Relația lor s-a deteriorat și mai mult în anul 769 când Carloman a refuzat să-i acorde ajutor militar fratelui său, Carol, în timpul unei revolte în Aquitania. 
Mama lor, Bertrade, a intervenit în politică, pentru a rezolva diferendele dintre cei doi frați, făcând o alianță cu ducele Tassilo al III-lea de Bavaria și cu Desiderius, regele longobarzilor. În 770 cei doi frați s-au împăcat.
Carloman s-a căsătorit cu Gerberga, fiica regelui Desiderius. Ei au avut doi copii dintre care doar Pepin este menționat documentar în anul 770. Istoricul Eduard Hlawitschka suține că cel de-al doilea copil trebuie să fi fost Ida de Herzfeld (venerată ca sfântă de Biserica catolică în Germania).
După moartea neașteptată a lui Carloman în 771, Gerberga și cei doi copii s-au refugiat în Regatul Longobarzilor unde s-a plasat sub protecția tatălui ei, regele Desiderius. După ce Carol cel Mare a cucerit Regatul Longobarzilor în 773/774, copiii nu mai apar în sursele documentare. Probabil au fost îndepărtați sau chiar închiși, iar unchiul lor a obținut controlul total asupra întregului Imperiu Franc.
Carloman a fost înmormântat în Biserica Saint-Remi în Reims. În secolul al XIII-lea rămășițele sale au fost mutate în Catedrala din Saint-Denis.